# Maria Grazia Spina
Maria Grazia Spina (Venecia, 3 de junio de 1936-Padua, 13 de marzo de 2025) fue una actriz italiana de televisión, cine y teatro.

## Biografía
Maria Grazia Spinazzi nació en Venecia. Debutó como actriz con la compañía teatral Stabile de Trieste, luego trabajó con las compañías de Vittorio Gassman, Aroldo Tieri, Elisa Cegani y Glauco Mauri. También tuvo una prolífica carrera cinematográfica, pero a pesar de un gran número de apariciones, especialmente en comedias y películas de aventuras, no logró emerger. Su carrera televisiva fue más gratificante, y tuvo la oportunidad de protagonizar papeles de peso en exitosas series de televisión. Fue anfitriona del Festival de la Canción de San Remo de 1965.
El 13 de marzo de 2025, falleció a la edad de 88 años.

## Filmografía

### Cine

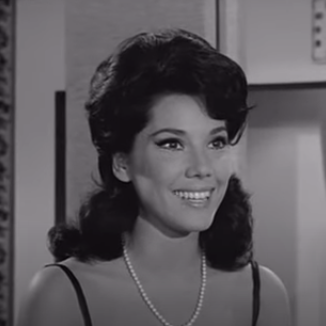
Spina en Pugni pupe e marinai (1961).

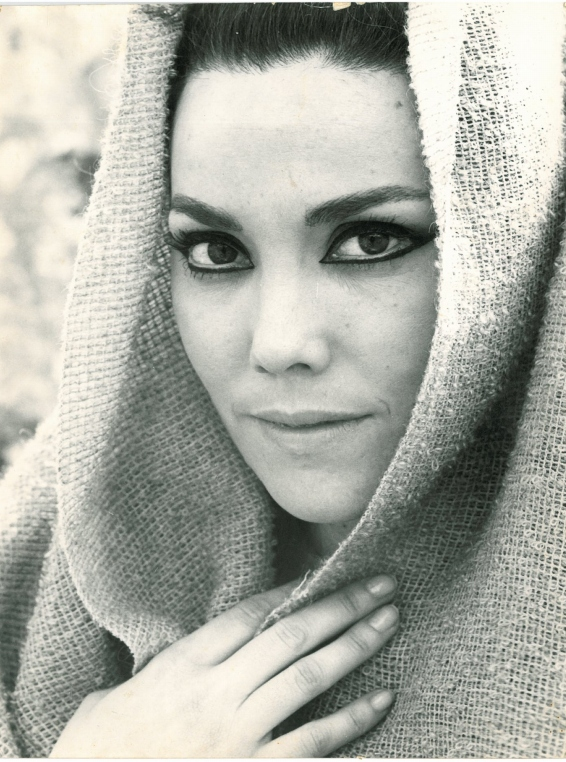
Spina en La Biblia (1966).

- Promesse di marinaio, de Turi Vasile (1958)
- Uomini e nobiluomini, de Giorgio Bianchi (1959)
- Juke box - Urli d'amore, de Mauro Morassi (1959)
- La cento chilometri, de Giulio Petroni (1959)
- I cosacchi, de Giorgio Rivalta y Viktor Tourjansky (1960)
- Il peccato degli anni verdi, de Leopoldo Trieste (1960)
- I piaceri del sabato notte, de Daniele D'Anza (1960)
- Drakut il vendicatore, de Luigi Capuano (1961)
- Pugni pupe e marinai, de Daniele D'Anza (1961)
- La tigre dei sette mari, de Luigi Capuano (1962)
- Il figlio dello sceicco, de Mario Costa (1962)
- Zorro alla corte di Spagna, de Luigi Capuano (1962)
- Ursus e la ragazza tartara, de Remigio del Grosso (1962)
- Zorro e i tre moschettieri, de Luigi Capuano (1963)
- Il successo, de Mauro Morassi (1963)
- Zorro contro Maciste, de Umberto Lenzi (1963)
- Il duca nero, de Pino Mercanti (1963)
- Bagnino Lover, episodio de la serie La donna degli altri è sempre più bella, de Marino Girolami (1963)
- Maciste contro i mongoli, de Domenico Paolella (1964)
- La rivolta dei barbari, de Guido Malatesta (1964)
- Un delitto quasi perfetto, episodio de la serie Le tardone, de Marino Girolami y Javier Setó (1964)
- Lasciate sparare... chi ci sa fare, de Guy Lefranc (1964)
- Queste pazze, pazze donne, de Marino Girolami (1964)
- Totò contro il pirata nero, de Fernando Cerchio (1964)
- Veneri al sole, de Marino Girolami (1965)
- Altissima pressione, de Enzo Trapani (1965)
- Io, io, io... e gli altri, de Alessandro Blasetti (1965)
- La Biblia, de John Huston (1966)
- Fermate il mondo... voglio scendere!, de Giancarlo Cobelli (1968)
- I 2 magnifici fresconi, de Marino Girolami (1969)
- La calandria, de Pasquale Festa Campanile (1972)
- Rugantino, de Pasquale Festa Campanile (1973)
- La madama, de Duccio Tessari (1975)
- Napoli violenta, de Umberto Lenzi (1976)
- Dimmi che fai tutto per me, de Pasquale Festa Campanile (1976)
- Il ritorno di Casanova, de Pasquale Festa Campanile (1980)